# Cemitério de Aoyama
O Cemitério de Aoyama (em japonês: 青山霊園) é um cemitério em Aoyama, Minato, em Tóquio, Japão, administrado pelo Governo Metropolitano de Tóquio. É famoso pelas suas flores de cerejeira, e na temporada de hanami, é muito visitado.
O cemitério foi originalmente posse da família Aoyama do clã Gujō (agora Gujō, Gifu) na província de Mino (agora Gifu). Foi o primeiro cemitério público do Japão.
O cemitério tem área de 26,3 hectares.

## Secção japonesa
A secção japonesa tem os túmulos de muitas personalidades, como por exemplo:
- Gotō Shōjirō
- Chōmin Nakae
- Kidō Okamoto
- Nogi Maresuke
- Ōkubo Toshimichi
- Naoya Shiga
- Takeichi Nishi
- Sasaki Takayuki
- Shigeru Yoshida
- Kitasato Shibasaburō
- Hachiko (cão)

## Secção estrangeira

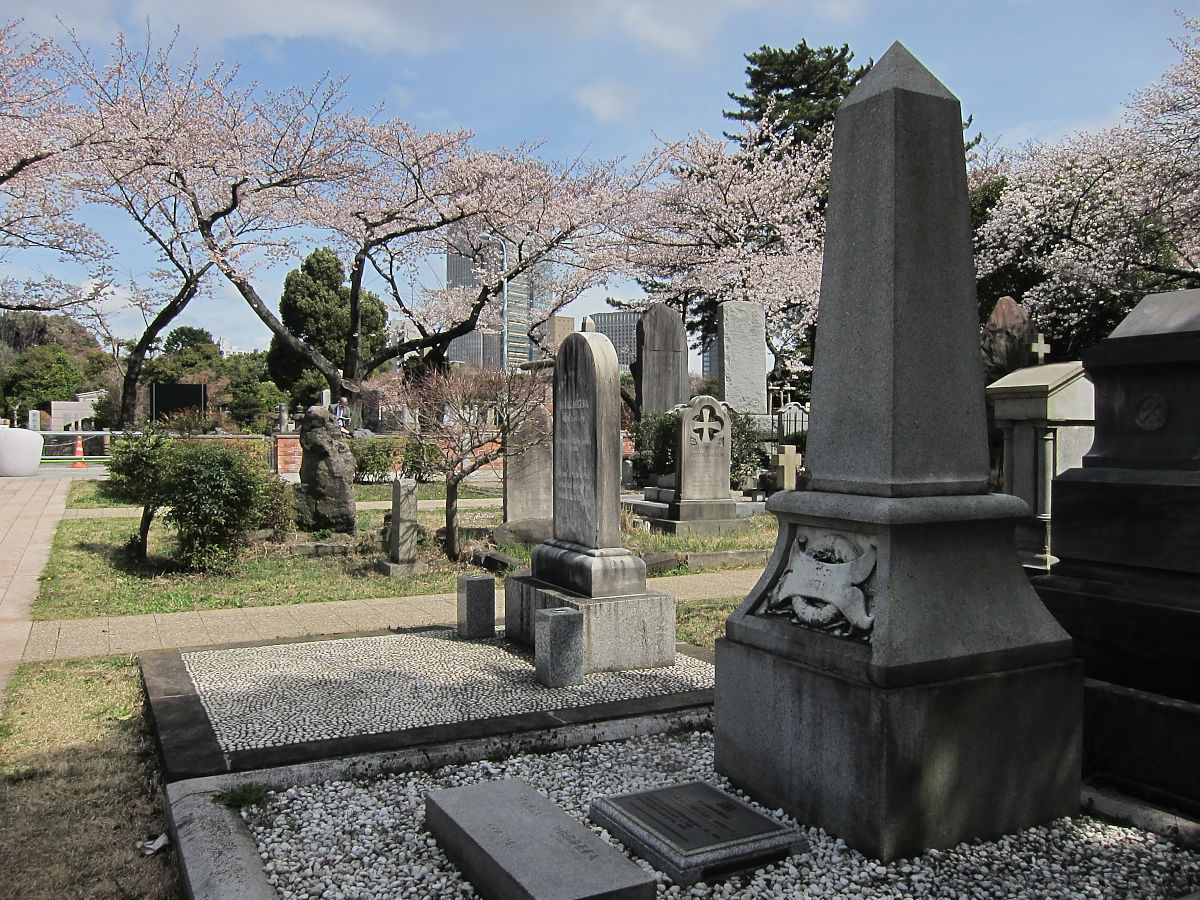
Secção estrangeira.

O cemitério compreende uma parte para estrangeiros onde, entre outros, estão sepultados:
- Francis Brinkley (1841–1912) jornalista e universitário
- Edoardo Chiossone (1833–1898), gravador
- Edwin Dun (1848–1931), coselheiro agrícola americano
- William Clark Eastlake (1834–1887), pioneiro da prática dentária no Oriente
- Hugh Fraser (1837–1894), embaixador britânico no Japão
- Flora B. Harris, missionária e tradutora, esposa de Merriman Colbert Harris
- Merriman Colbert Harris (1846–1921) missionnaire metodista americano
- Henry Hartshorne (1823–1897), missionário e médico, pai de Anna Hartshorne
- Joseph Heco (1837–1897), primeiro japonês naturalizado americano
- Paul Jacoulet (1902–1960), artista francês de estilo japonês
- Arthur Lloyd, professor e tradutor inglês
- Henry Spencer Palmer (1838–1893) engenheiro e jornalista britânico
- Julius Scriba (1848–1905), cirurgião alemão
- Guido Verbeck (1830–1898), conselheiro político, docente, e missionário neerlandês
- Charles Dickinson West (1847–1908), engenheiro irlandês
- Anna Whitney (1834–1883), mãe de Clara Whitney
- Pierre-Marie Osouf (1829-1906) missionário francês da Normandia, primeiro arcebispo da arquidiocese de Tóquio.